# 윤희준
윤희준(1972년 11월 1일 ~ )은 대한민국의 은퇴한 축구 선수이며 현 지도자이다. 선수 시절 포지션은 수비수이다.

## 클럽 경력
1995년 프로축구 드래프트에서 대우 로얄즈에 1순위로 지명되었다. 상무 생활을 제외하면 9시즌 간 부산에서 활약하였다. 2006년엔 전남 드래곤즈로 이적하여 1시즌 간 활약한 후 은퇴하였다.

## 국가대표팀 경력
2001년 7월 거스 히딩크 감독의 부름을 받고 대한민국 국가대표팀의 전지 훈련에 참가하였다.

## 지도자 경력
2008년 황선홍 감독이 부임한 부산 아이파크의 코치로 부임하였다. 2011년 황선홍 감독과 함께 포항 스틸러스에 합류하였다.

## 가족
아들 : 윤석주